# Sulfadicramide
Sulfadicramide (được bán trên thị trường với tên Irgamid) là một chất chống nhiễm trùng.